# Psicofisica
La psicofisica è una branca della psicologia che studia le relazioni che esistono tra stimoli fisici definiti e misurabili (luminosi, tattili, acustici, ecc.) e la risposta, intesa come intensità percepita legata agli stimoli stessi.
La psicofisica, nata a metà del XIX secolo dal lavoro di Ernst Heinrich Weber e di Gustav Theodor Fechner, che lavorarono sulle ricerche empiriche e le elaborazioni concettuali che condussero poi alla formulazione della Legge di Weber-Fechner, prima legge scoperta nella storia della psicologia sperimentale (1860), è stato un tentativo di emancipazione della psicologia dalla filosofia, spingendola nell'alveo delle scienze sociali.
Anche se nel corso del XX secolo la psicofisica ha conosciuto un relativo ridimensionamento di importanza concettuale, all'interno della ricerca percettologica è tuttora considerata come uno dei principali programmi di ricerca della psicologia sperimentale.